# Turkiets Grand Prix 2007
Turkiets Grand Prix 2007 var det tolfte av 17 lopp ingående i formel 1-VM 2007.

## Rapport
Starten blev som tidigare en duell mellan Ferrari och McLaren. 
I första startledet stod Felipe Massa och Lewis Hamilton, i det andra Kimi Räikkönen och Fernando Alonso och bakom dem stod BMW-förarna Robert Kubica och Nick Heidfeld. Massa tog starten före Räikkönen och Hamilton. Alonso fick problem i inledningen men kom tillbaka till sin ursprungliga fjärdeplats. Räikkönen jagade Massa men när det blev dags för sista depåstoppet var det Räikkönen som gick in först vilket gynnade Massa som därmed kunde behålla sin ledning. Hamilton fick mot slutet av loppet punktering på höger framdäck varvid tredjeplatsen togs av den andre McLarenföraren Alonso, som därmed närmade sig Hamilton i VM-tabellen.

## Resultat
1. Felipe Massa, Ferrari, 10 poäng
2. Kimi Räikkönen, Ferrari, 8
3. Fernando Alonso, McLaren-Mercedes, 6
4. Nick Heidfeld, BMW, 5
5. Lewis Hamilton, McLaren-Mercedes, 4
6. Heikki Kovalainen, Renault, 3
7. Nico Rosberg, Williams-Toyota, 2
8. Robert Kubica, BMW, 1
9. Giancarlo Fisichella, Renault
10. David Coulthard, Red Bull-Renault
11. Alexander Wurz, Williams-Toyota
12. Ralf Schumacher, Toyota
13. Jenson Button, Honda
14. Anthony Davidson, Super Aguri-Honda
15. Vitantonio Liuzzi, Toro Rosso-Ferrari
16. Jarno Trulli, Toyota
17. Rubens Barrichello, Honda
18. Takuma Sato, Super Aguri-Honda
19. Sebastian Vettel, Toro Rosso-Ferrari
20. Sakon Yamamoto, Spyker-Ferrari
21. Adrian Sutil, Spyker-Ferrari (varv 53, bränsletryck)

### Förare som bröt loppet
- Mark Webber, Red Bull-Renault (varv 9, hydraulik)

## VM-ställning
| Förarmästerskapet 1. Lewis Hamilton, McLaren-Mercedes, 84 2. Fernando Alonso, McLaren-Mercedes, 79 3. Felipe Massa, Ferrari, 69 4. Kimi Räikkönen, Ferrari, 68 | Konstruktörsmästerskapet 1. Ferrari, 137 2. BMW, 77 3. Renault, 36 |